# Пеньяррубия (Альбасете)
Пеньяррубия (исп. Peñarrubia) — посёлок в Испании, входит в провинцию Альбасете, в составе автономного сообщества Кастилия — Ла-Манча. Входит в муниципалитет Эльче-де-ла-Сьерра района Сьерра-дель-Сегура.